# Metriocnemus
Metriocnemus is een muggengeslacht uit de familie van de Dansmuggen (Chironomidae).

## Soorten
- M. abdominoflavatus Picado, 1913
- M. acutus Saether, 1995
- M. aequalis Johannsen, 1934
- M. albolineatus (Meigen, 1818)
- M. atriclava Kieffer, 1921
- M. beringensis (Cranston & Oliver, 1988)
- M. brusti Saether, 1898
- M. carmencitabertarum Langton & Cobo, 1997
- M. cataractarum Kieffer, 1919
- M. caudigus Saether, 1995
- M. cavicola Kieffer, 1921
- M. corticalis Strenzke, 1950
- M. edwardsi Jones, 1916
- M. eurynotus (Holmgren, 1883)
- M. exilacies Saether, 1995
- M. fuscipes (Meigen, 1818)
- M. hirticollis (Staeger, 1839)
- M. inopinatus Strenzke, 1950
- M. intergerivus Saether, 1995
- M. knabi Coquillett, 1904
- M. lacteolus Goetghebuer, 1921

- M. longipennis (Holmgren, 1883)
- M. malliarus Langton, 2012
- M. obscuripes (Holmgren, 1869)
- M. pankratovae Golubeva, 1980
- M. perfuscus Malloch, 1934
- M. picipes (Meigen, 1818)
- M. polaris Kieffer, 1926
- M. similis Kieffer, 1922
- M. terrester Pagast, Thienemann & Krueger, 1941
- M. tristellus Edwards, 1929
- M. ursinus (Holmgren, 1869)
- M. yaquina Cranston and Judd, 1987